# Shigeyuki Nakarai
Shigeyuki Nakarai (japanisch 半井 重幸; * 11. März 2002 in Sapporo, Hokkaidō), auch bekannt unter seinem Nickname Shigekix, ist ein japanischer Breakdancer. Er nahm an den Olympischen Spielen 2024 in Paris teil.

## Biografie
Shigeyuki Nakarai kam in Sapporo zur Welt und wuchs in Osaka auf. Im Alter von sieben Jahren kam er durch seine ältere Schwester Ayane (* 1997), später ein erfolgreiches B-Girl, zum Breaking. Er begleitete sie zu Trainings und Shows, ehe er selbst mit dem Tanzsport begann. Bereits als Grundschüler gewann er seinen ersten internationalen Jugendwettbewerb. Den Nickname Shigekix erhielt er von einem seiner Mentoren in Anlehnung an eine gleichnamige japanische Süßigkeit.
2014 gewann Nakarai im französischen Chelles das U12 „Baby Battle“ gegen sein gleichaltriges Vorbild Lil Demon. 2016 entschied er das 1on1 Nothing2Looz World Final Kids Battle, das Hustle and Freeze Solo Battle und das Marseille Pro 1on1 Kids Battle für sich. Aufgrund seiner Erfolge im Jugendbereich erhielt er als gerade einmal 15-Jähriger erstmals eine Einladung zum prestigeträchtigen Red Bull BC One in Amsterdam. Dort musste er sich erst im Halbfinale dem späteren Sieger Menno geschlagen geben. 2018 sicherte er sich im Rahmen der Juniorenweltmeisterschaft in Kawasaki die Goldmedaille. Bei den Olympischen Jugendspielen in Buenos Aires, wo das IOC erstmals Breaking-Medaillen vergab, holte er Bronze. Im September des Folgejahres verpasste er als Vierter der World Urban Games in Budapest nur knapp einen weiteren Medaillengewinn.
Der internationale Durchbruch in der allgemeinen Altersklasse gelang Nakarai 2020, als er sich in Salzburg zum jüngsten Sieger des Red Bull BC One kürte. 2022 gewann er zunächst im Rahmen der World Games eine weitere Bronzemedaille, bei seiner zweiten von der World DanceSport Federation (WDSF) ausgetragenen Weltmeisterschaft in Seoul holte er Silber, nachdem er erst im Finale Philip Kim unterlegen war. Nach mehreren Erfolgen bei der Breaking for Gold World Series holte er bei der Weltmeisterschaft 2023 in Löwen die Bronzemedaille. Außerdem gewann er bei den Asienspielen in Hangzhou und qualifizierte sich damit vorzeitig für die Olympischen Spiele in Paris. Von 2021 bis 2023 wurde er dreimal hintereinander japanischer Meister.
Im Rahmen der Eröffnungszeremonie der Olympischen Spiele trug Nakarai gemeinsam mit der Säbelfechterin Misaki Emura die japanische Fahne. Beim Wettkampf auf der Place de la Concorde galt er als Nummer eins der Setzliste als Topfavorit, musste sich aber im Halbfinale dem späteren Sieger Philip Kim alias Phil Wizard geschlagen geben. Den Kampf um die Bronzemedaille verlor er gegen Victor Montalvo mit 0:9, 4:5 und 3:6.
Neben seiner Breaking-Karriere betätigt sich Shigeyuki Nakarai als Zeichner, Fotograf und 3D-Künstler, wobei er vor allem Porträts und Landschaften abbildet. Im August 2024 wurde ihm am Rande seines olympischen Auftritts in Paris eine Soloausstellung gewidmet. Zudem dient er seiner Heimatstadt Osaka als Tourismusvertreter.

## Stil
Shigeyuki Nakarai verfügt trotz seiner geringen Körpergröße von 166 Zentimetern über eine beachtliche Bühnenpräsenz. Sein muskulöser Körperbau und die daraus resultierende Stärke ermöglichen es ihm, schwierige Tanzschritte mit scheinbarer Leichtigkeit durchzuführen und sein Repertoire ständig zu erweitern. Er performt Top Rocks, Footworks und Powermoves wie Widmills und Backspins in fließender Abfolge. Eine seiner größten Stärken ist die Durchführung von Drehungen, insbesondere ein Headspin mit anschließendem Freeze im Takt der Musik. Seine „Fähigkeit, mit dem DJ-Track eins zu werden“ nennt Nippon.com sein „vielleicht größtes Talent“. Shigekix selbst beschreibt seinen Stil als „auf Musikalität, komplizierten Mustern und technischen, explosiven Power Moves basierend“.

## Erfolge (Auswahl)
2018
- 3. Platz Olympische Jugendspiele, Buenos Aires

2020
- 1. Platz Red Bull BC One, Salzburg

2021
- 10. Platz World Breaking Championship, Paris

2022
- 3. Platz World Games, Birmingham
- 2. Platz World Breaking Championship, Seoul
- 1. Platz Breaking for Gold Challenge Series, Tokio

2023
- 3. Platz Breaking for Gold World Series, Kitakyushu
- 3. Platz Breaking for Gold World Series, Rio de Janeiro
- 2. Platz Breaking for Gold World Series, Montpellier
- 5. Platz Asienmeisterschaft, Hangzhou
- 1. Platz Breaking for Gold World Series, Porto
- 3. Platz World Breaking Championship, Löwen
- 1. Platz Asienspiele, Hangzhou

2024
- 4. Platz Olympische Spiele, Paris
- 1. Platz Breaking for Gold World Series, Shanghai[6]